# 2. Deutsche Volleyball-Bundesliga 1987/88 (Männer)
Die Saison 1987/88 der 2. Volleyball-Bundesliga der Männer war die vierzehnte Ausgabe dieses Wettbewerbs.

## 2. Bundesliga Nord
Meister und Aufsteiger in die 1. Bundesliga wurde der Moerser SC. Auch der Zweitplatzierte VBC Paderborn stieg auf. Absteiger in die Regionalliga war der TV Menden. VdS Berlin II zog sich zurück.

### Mannschaften
In dieser Saison spielten folgende zehn Mannschaften in der 2. Bundesliga Nord der Männer:
- VdS Berlin II
- MTV Celle
- Dürener TV
- VV Humann Essen
- TV Menden
- Moerser SC
- GSV Osnabrück
- VBC Paderborn
- TVK Wattenscheid
- SV Bayer Wuppertal

Absteiger aus der 1. Bundesliga waren der Moerser SC und der VBC Paderborn. Aus der Regionalliga stiegen VdS Berlin II (Nord) und der Dürener TV (West) auf.

### Tabelle
|                         | Verein        | Spiele | Punkte | Sätze |
| ----------------------- | ------------- | ------ | ------ | ----- |
| 1.                      | Moers (A)     | 18     | 36:0   | 54:5  |
| 2.                      | Paderborn (A) | 18     | 30:6   | 49:13 |
| 3.                      | Osnabrück     | 18     | 28:8   | 44:17 |
| 4.                      | Essen         | 18     | 18:18  | 35:35 |
| 5.                      | Düren (N)     | 18     | 16:20  | 28:35 |
| 6.                      | Wuppertal     | 18     | 16:20  | 28:37 |
| 7.                      | Berlin II (N) | 18     | 16:20  | 28:40 |
| 8.                      | Wattenscheid  | 18     | 10:26  | 24:42 |
| 9.                      | Celle         | 18     | 8:28   | 23:45 |
| 10.                     | Menden        | 18     | 2:34   | 9:53  |
| Stand: Abschlusstabelle |               |        |        |       |

|     | Aufsteiger in die Bundesliga               |
|     | Absteiger in die Regionalliga bzw. Rückzug |
| (A) | Absteiger aus der 1. Bundesliga            |
| (N) | Aufsteiger aus der Regionalliga            |

## 2. Bundesliga Süd
Meister und Aufsteiger in die 1. Bundesliga wurde Orplid Frankfurt. In die Regionalliga absteigen mussten der VfL Sindelfingen und der TV Biedenkopf. Das Internat Hoechst zog sich zurück.

### Mannschaften
In dieser Saison spielten folgende zehn Mannschaften in der 2. Bundesliga Süd der Männer:
- TV Biedenkopf
- SSG Etzbach
- Orplid Frankfurt
- Internat Hoechst
- TuS Kriftel
- TV Landau
- VGF Marktredwitz
- TG Rüsselsheim
- FTM Schwabing
- VfL Sindelfingen

Absteiger aus der 1. Bundesliga gab es keine. Aus der Regionalliga stiegen die TG Rüsselsheim (Südwest) und der TV Landau (Süd) auf. Die Junioren des Internats Hoechst hatten erneut ein Sonderspielrecht.

### Tabelle
|                         | Verein          | Spiele | Punkte | Sätze |
| ----------------------- | --------------- | ------ | ------ | ----- |
| 1.                      | Frankfurt       | 18     | 34:2   | 53:19 |
| 2.                      | Schwabing       | 18     | 26:10  | 44:22 |
| 3.                      | Kriftel         | 18     | 24:12  | 41:31 |
| 4.                      | Marktredwitz    | 18     | 22:14  | 41:27 |
| 5.                      | Rüsselsheim (N) | 18     | 20:16  | 32:34 |
| 6.                      | Etzbach         | 18     | 18:18  | 37:36 |
| 7.                      | Landau (N)      | 18     | 14:22  | 28:39 |
| 8.                      | Sindelfingen    | 18     | 10:26  | 29:44 |
| 9.                      | Biedenkopf      | 18     | 10:26  | 28:43 |
| 10.                     | Hoechst (S)     | 18     | 2:34   | 10:53 |
| Stand: Abschlusstabelle |                 |        |        |       |

|     | Aufsteiger in die Bundesliga               |
|     | Absteiger in die Regionalliga bzw. Rückzug |
| (N) | Aufsteiger aus der Regionalliga            |
| (S) | Sonderspielrecht                           |